# خوزه بورلو
خوزه بورلو (انگلیسی: José Borello؛ ۲۴ نوامبر ۱۹۲۹ – ۱۴ اکتبر ۲۰۱۳) بازیکن فوتبال اهل آرژانتین بود.
از باشگاه‌هایی که در آن بازی کرده‌است می‌توان به باشگاه فوتبال استودیانتس، باشگاه فوتبال بوکا جونیورز، و باشگاه فوتبال لانوس اشاره کرد.
وی همچنین در تیم ملی فوتبال آرژانتین بازی کرده‌است.